# Chiesa di San Bartolomeo (Albino)
La chiesa di San Bartolomeo è il luogo di culto cattolico di Albino, in provincia di Bergamo con la facciata principale rivolta su piazza Carnovali, e il lato a nord su via Vittorio Veneto, nel centro storico cittadino verso piazza San Giuliano e la chiesa omonima. La chiesa, in romanico lombardo, conserva opere dei secoli XV e XVI, di rilievo artistico e culturale.

## Storia
La storia della chiesa e del monastero, è legata alla famiglia dei Fornari proprietari del castello di Borgo Fornari che si trovava sulla strada del Passo dei Giovi. Ad Albino abitavano la zona detta sedime degli Umiliati, a indicare la presenza anche degli umiliati.

Il 15 giugno 1336 fra' Andrea Fornari chiese al vescovo di Bergamo Cipriano degli Alessandri il permesso di costruire una chiesa dedicata a san Bartolomeo nelle sue proprietà dette al tovun. Fra' Andrea ebbe l'autorizzazione con l'obbligo di versare una libretta di cera ogni anno alla curia di Bergamo. Il permesso del vescovo non era sufficiente, serviva il consenso anche del parroco di Albino, che lo concesse alla condizione che fosse salvaguardato il suo diritto di stola che corrispondevano a una parte delle rendite del nuovo luogo di culto.
Il medesimo anno il vescovo concesse la costruzione di una domus povera attigua alla chiesa, il monastero dei frati. Il nipote di fra Andrea, Goffarino, aderì alla regola di Sant'Agostino, regola autorizzata poi a tutto il monastero, con l'imposizione dell'11 giugno 1348 del vescovo Bernardo Tricardo di indossare l'abito, la toga e la cappa di panno lana bruno senza cintura
Il 5 agosto 1366 fra Gaffarino priore e fra Pagano (nipoti del fondatore fra Andrea) fecero voto di castità, stabilità e obbedienza secondo la regola di agostiniana. Testimoni furono i frati dell'abbazia di San Benedetto. Il 31 luglio 1367 il vescovo Lanfranco de Saliverti, concesse la sepoltura nella chiesa di chi ne avesse espresso il desiderio in vita.
Fra le occupazioni dei frati, oltre alla produzione e relativo commercio dei pannilana che era il commercio primario del territorio, compiva anche opere di misericordia. Queste portarono a fare del monastero un centro di riferimento per la comunità cristiana cittadina tanto da costituire la Confraternita della Misericordia di Albino, collegata con il consorzio della Misericordia Maggiore di Bergamo che aveva giò dato un nuovo rinnovamento religioso seguendo con coerenze gli insegnamenti dei Vangeli. La confraternita aveva sede nell'edificio a fianco del monastero detto in Tuvo. Questo portò una diminuzione di entrate per il parroco di Albino, che lamentava questa carenza. 
Scarsa è la documentazione dei secoli XIV e XV. Notevoli furono i fatti cruenti che attraversarono la cittadina causati dagli scontri tra le famiglie guelfe e ghibelline. Documentata è la strage di quaranta ghibellini seguaci dei Suardi che il 4 marzo 1380 furono trucidati nella chiesa di San Giuliano, e la demolizione della torre dei Dardanoni il 9 maggio 1398 da parte di Bugatto Comenduno.

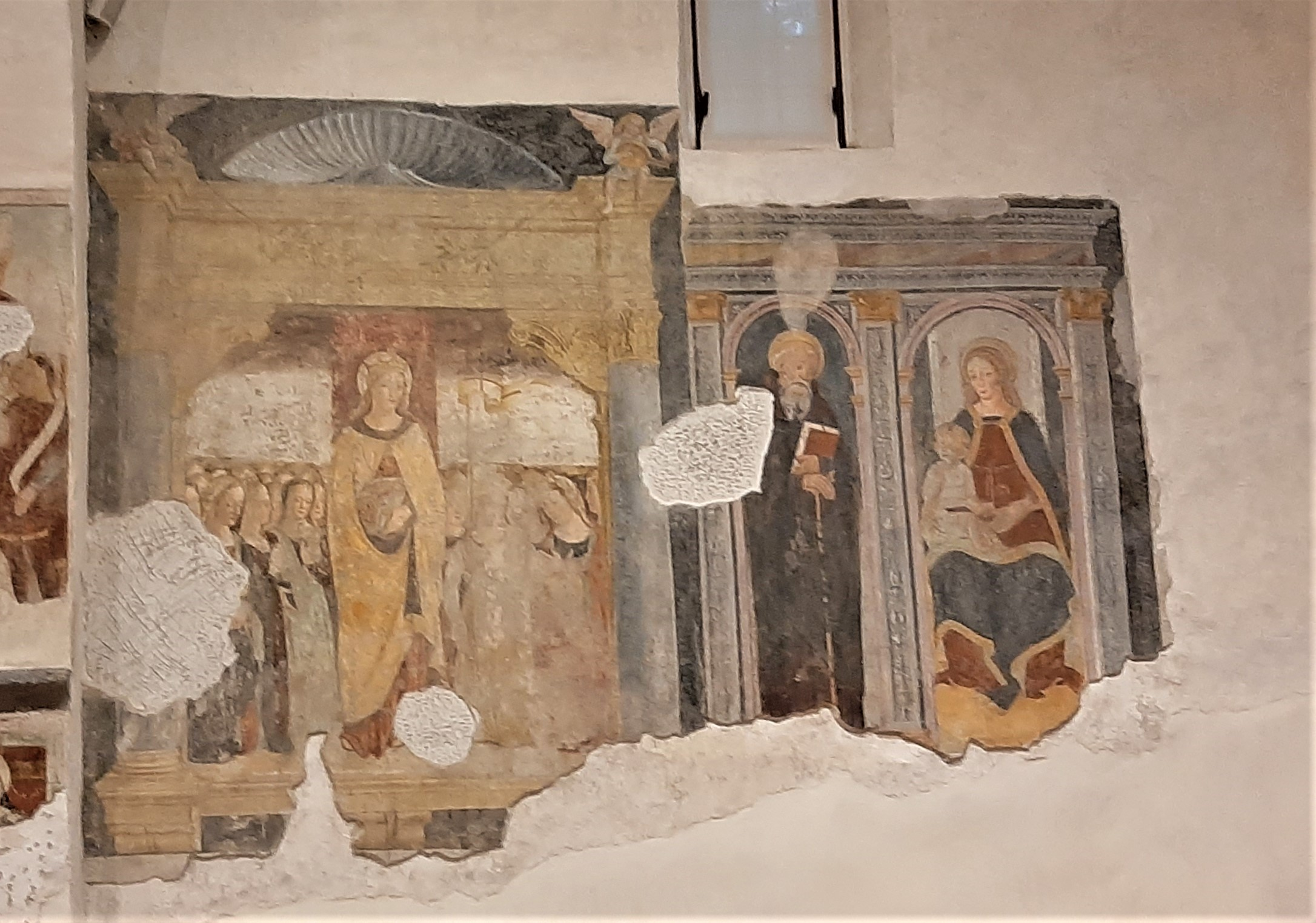
Santa Orsola Chiesa di san Bartolomeo

Fu costruito l'hospitale, come luogo di accoglienza dei malati e dei bisognosi. L'amministrazione del monastero e della chiesa erano gestite dal cappellano. Il 17 gennaio 1460 sentendosi troppo anziano per questo compito, il presbitero Giuliano de Aremodis, ottenne dal vescovo Giovanni Barozzi un aiuto nella gestione. I membri del consorzio della Misericordia, per paura che subentrasse un prete estraneo, chiesero e ottennero di essere i primi coadiuvanti della gestione dei beni di San Bartolomeo. Iniziò quindi un periodo di grande ristrutturazione della chiesa con licenza del vescovo Lodovico Donà. Furono collocati gli altari di san Rocco, dell'Immacolata e di Simonino da Trento, portando tutta la navata ad arricchirsi di affreschi, ancone e con la costruzione dei locali della sagrestia, dell'hospitale e il campanile. Francesco Moroni padre del più famoso pittore nel 1547 ottenne l'autorizzazione alla costruzione di un nuovo locale idoneo alla locazione dei diversi alimenti che veniva offerti alla confraternita per i poveri. Il nuovo fabbricato fu adornato nel 1570 dal dipinto della Beata Vergine con il motto della confraternita ad opera del Moroni.

### La cappellania
Dall'archivio della congregazione della Misericordia è possibile ricostruire i diversi cappellani che si sono susseguiti. Nel XVI secolo, il convento visse una grave controversia che si accese tra le famiglie Benaglia e Moroni. Pre' Giacomo Bonasio, avendo raggiunto un'età avanzata, chiese che a succedergli fosse incaricato Simone Moroni di Albino, il quale ottenne da papa Giulio III un'indulgenza di cento anni per chi visitava l'altare dell'Immacolata della chiesa di San Bartolomeo nei quattro sabati di Quaresima. Nel 1557 il Moroni cedette la cappellania al nipote Marco Moroni che gli fu assegnata il 6 giugno 1560. Gli successe nel 1601 Leonardo Benaglia che abitando a Roma nominò il nipote Sforza Benaglia, senza chiedere il consenso alla confraternita. Alla morte di Sforza Benaglia furono i ministri della confraternita a eleggere il canonico albinese Lodovico Moroni. A questo si oppose Marzio Benaglia che presentò la vertenza al Tribunale della Rota Romana, ritenendo che la cappellania fosse un diritto di famiglia. Il Moroni rimise la causa il 26 aprile 1629 a papa Urbano VIII il quale ascoltato i testimoni e visto gli atti annullò quanto sancito dalla Sacra Rota diventando così cappellano il Moroni.
Il 16 aprile 1761 la confraternita elesse cappellano don Giovanni Guarinoni, prevosto di Albino, che eseguì importanti lavori di restauro sulla chiesa che si trovava in uno stato di grave degrado, e impose che i futuri cappellani dovevano essere tutti i parroci suoi successori. Solo nel 1916 i ministri della confraternita su invito del Regio Prefetto ripresero la nomina del cappellano con l'accordo di versare 500 lire annue al parroco che doveva rinunciare alla rendita della chiesa. La confraternita prese i nome di Congregazione di Carità di Albino quale amministratrice del patrimonio di san Bartolomeo di Albino. Ma quando la chiesa necessitò di nuovi interventi la congregazione che non aveva possibilità economiche deliberò che la proprietà passasse all'amministrazione della chiesa parrocchiale. 
Dal 30 gennaio 2012 l'uso della chiesa è regolamentato da una convenzione sottoscritta dall'amministrazione comunale e dalla parrocchia di San Giuliano.

## Descrizione

### Esterno
La chiesa non ha mai subito grandi variazioni strutturali, è conservato negli archivi parrocchiali un cabreo del XVIII secolo riportante la planimetria della chiesa con le proprietà annesse che confermerebbe l'antica e attuale conformazione.
La facciata principale, dalla forma gotica a spioventi, presenta un portale in pietra sormontato da una lunetta, leggermente fuori asse rispetto al rosone posto esattamente sotto il colmo del tetto ma centrale rispetto alla facciata, questo è dovuto alla mancata simmetria della parete in quanto gli spioventi del tetto hanno misure differenti, quello a destra è incorporato nei fabbricati a fianco. Il portale della facciata principale è opera del XX secolo, e dai tre gradini in pietra, concede l'accesso all'unica navata della chiesa.

Il sagrato ha la pavimentazione in cubetti di porfido rossi e grigi.

La parete rivolta a nord ha uno zoccolo in pietra arenaria con la funzione di panchina e l'ingresso laterale, preceduto da due gradini in pietra, anticamente detto il maggiore, era questo l'ingresso maggiormente usato. Su questo lato vi sono due finestre alte e strombate. Due uguali sono poste sulla parete opposta incorporata nei fabbricati. Sono visibili tracce di affreschi del XV secolo.

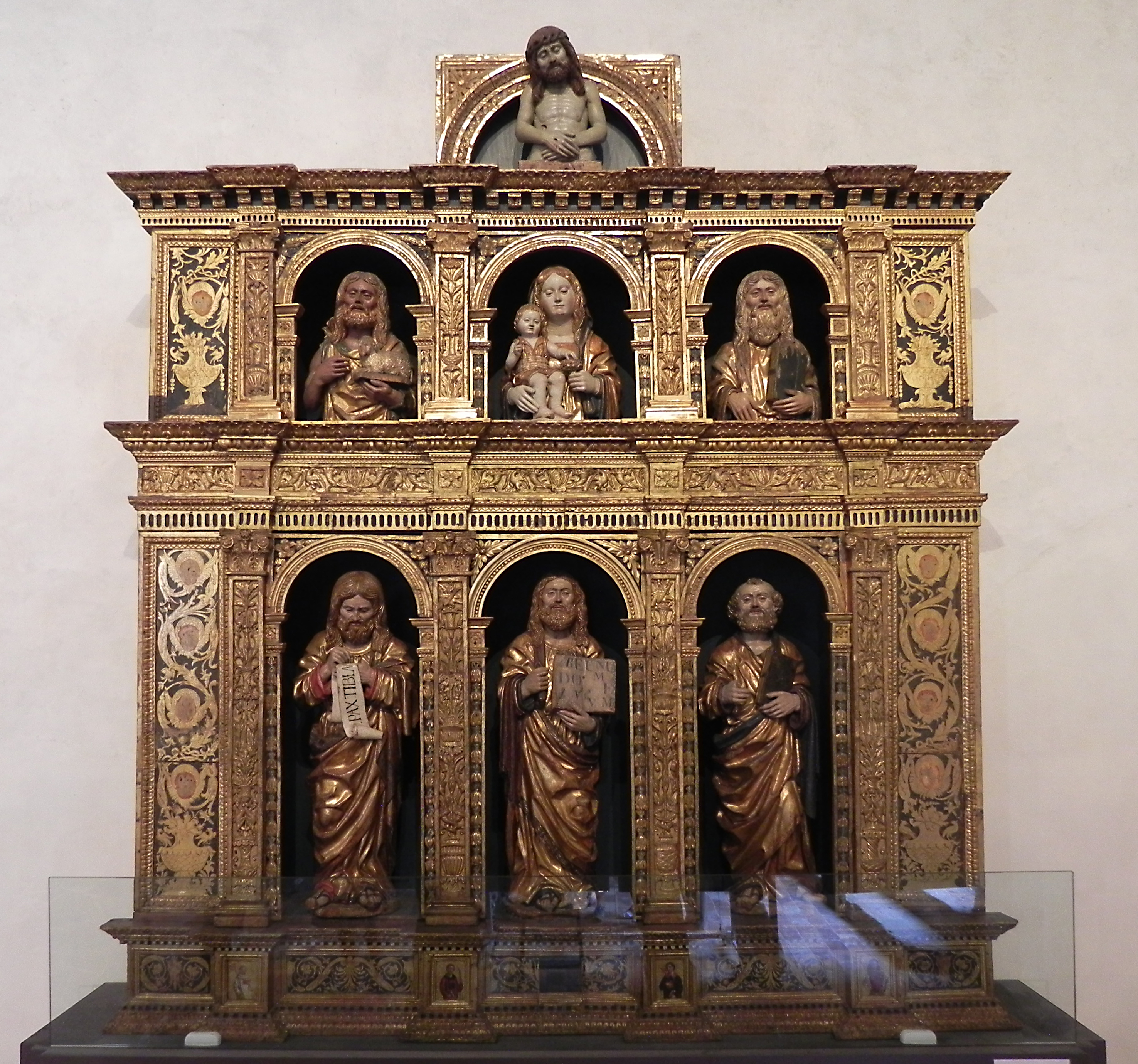
Polittico di San Bartolomeo-Pietro Bussolo e pittori Marinoni di Desenzano al Serio

### Interno
L'interno si presenta a un'unica navata con archi trasversali a sesto acuto che la dividono in quattro campate e che sorreggono il soffitto ligneo; è illuminata da quattro finestre alte, strette e leggermente strombate poste sui due lati e dal rosone sulla facciata centrale.

Il soffitto era ornato da tavolette dipinte con raffigurazioni di soggetto liturgico, queste furono identificate ma non più rinvenute dopo i restauri del 1964-1966

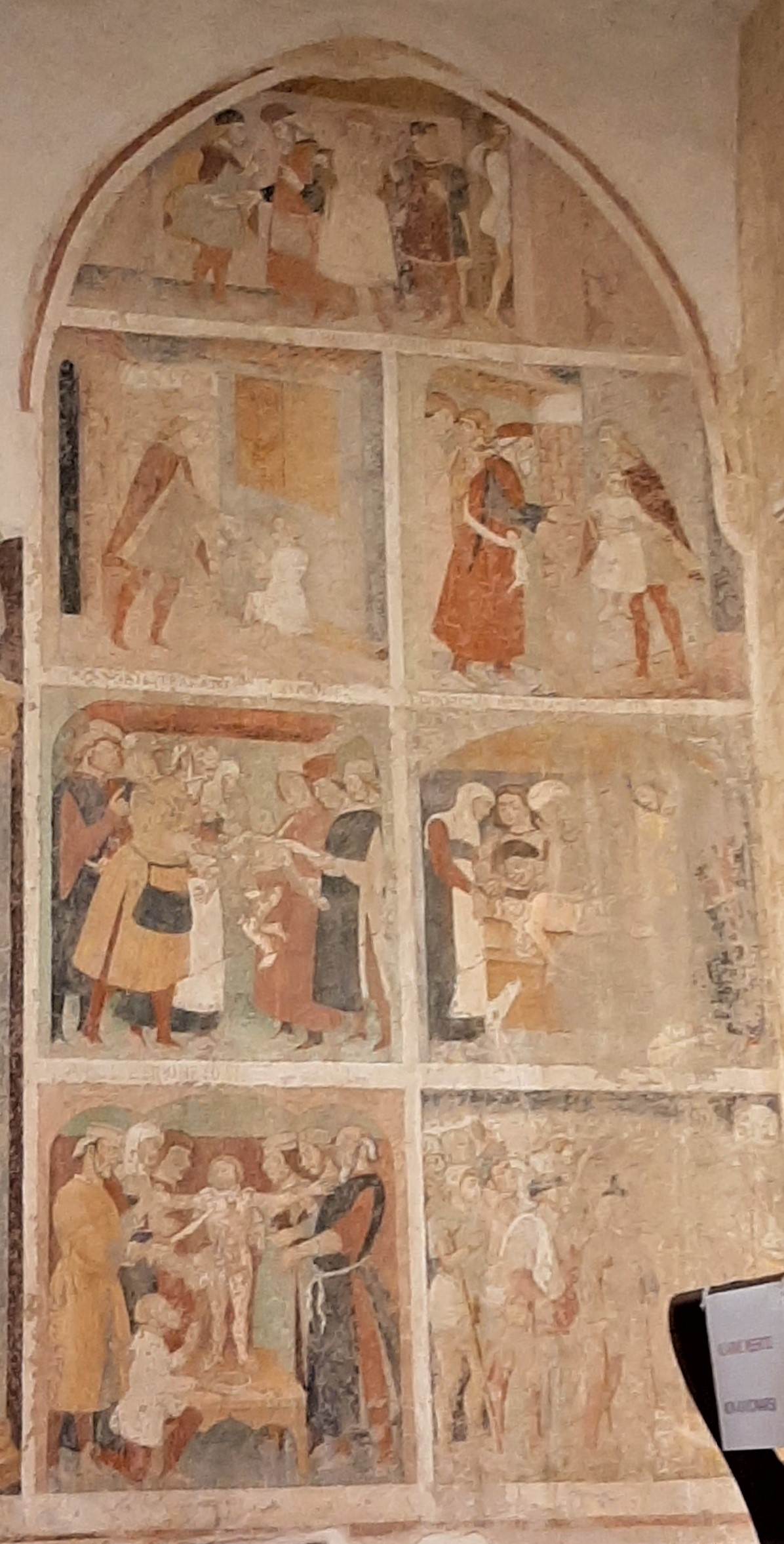
Copia con particolari del dipinto storie di SImonino da Trento-Antonio Marinoni

### Opere

#### Presbiterio e gli altari
Il presbiterio ha la forma di una grande nicchia circolare dalle medesime misure dell'abside. La sua struttura si conclude a calotta. È illuminato dalla finestra posta a destra, della medesima forma di quelle dell'aula. Il grande altare ligneo (273cm.x 172cm.) è a forma di tempietto composto da tre ordini architettonici sovrapposti databile alla seconda metà del XVII secolo di autore ignoto. Originariamente presentava statue poi perse, o facenti parte del furto poi recuperato del 1976. L'altare è ricomposto di sole sei statue tra le quali quella posta sulla cuspide dell'opera del Cristo Redentore, e il Cristo flagellato nel primo registro. Immagini fotografiche dei primi '900 ci restano a testimonianza di come di presentava l'altare originariamente.
Dagli atti della visita pastorale del 1575 di san Carlo Borromeo si rileva che tre erano gli altari presenti nella chiesa, quello di san Bartolomeo centrale e quelli laterali dell'Immacolata e di San Rocco sormontati da baldacchini in muratura dipinti. Per suo ordine verranno spostate le acquasantiere che erano esterne, all'interno dell'aula dove son conservate. La locazione di quella a sinistra ha causato il taglio delle immagini di sant'Antonio e di Simonino.

#### Polittico di san Bartolomeo
Nella prima campata a destra,  sopra un piedistallo metallico, è collocato il polittico di Pietro Bussolo della fine del '400. Il polittico è composto da sette statue lignee disposte su tre livelli inserite in una cornice intagliata, opera per la parte scultorea dell'artista milanese mentre la parte pittorica fu eseguita da Giovanni Marinoni di Desenzano al Serio.  Il polittico è stato restaurato e ricomposto con le statue originali che erano state anticamente collocate sull'altare maggiore mentre parti della cornice erano state usate per la costruzione di un pulpito. Le statue recuperate subirono un furto e un successivo recupero. Furono conservate per un periodo nel Museo Adriano Bernareggi per essere poi ricomposte nell'antica sede dando all'opera l'originario impianto.

#### Affreschi
La seconda campata presenta l'affresco di santa Orsola in gloria del 1495, attribuito ad Antonio Marinoni ma che ha assonanza con opere dello Zenale. La santa è raffigurata centrale attorniata dalle 11000 vergini genuflesse, porta la corona di regina e indossa una veste rossa su manto dorato, benedicente con la mano destra mentre nella sinistra tiene un libro e la palma del martirio subito per non aver voluto sposare Attila rinunciando alla sua cristianità. La raffigurazione è inserita in una cornice che termina con la presenza di due angeli che tengono due rami di cedro. Una delle fanciulle sorregge il vessillo con la croce cristiana, il dipinto ha assonanze con quello del Previtali conservato in Accademia Carrara. Accanto vi è l'affresco di sant'Antonio abate e una Madonna in trono, sempre opere devozionali. I dipinti rappresentano la scuola milanese che fu poi sostituita nella seconda decina del XVI secolo con l'avvento dell'arte veneta. 
La campata centrale presenta gli affreschi di Giovanni Marinoni, pittore albinese originario della famiglia che eseguì molte opere nella bergamasca e che ebbe molti rapporti con il Bussolo. Gli affreschi rappresentano il ciclo di storie di san Bartolomeo, eseguito nel 1492. Il ciclo è diviso su tre affreschi che trovandosi di fronte al portale d'accesso laterale era anche la prima immagine che vedevano i fedeli. La drammaticità degli eventi sono raffigurati con un dinamismo narrativo e icasticità dei gesti, e raffigurano tre episodi del martirio di san Bartolomeo. La delibera del 23 aprile 1492 conferma la commessa dell'opera del Consorzio della Misericordia all'artista albinese.
Gli affreschi obbligavano la stesura dell'intonaco e la relativa pittura in giornata, questo portava a eseguire prima le pitture superiori, e successivamente quelle inferiori. L'ultima campata di destra presenta nella parte superiore la Pietà con santa Monica e sant'Agostino sempre di autore ignoto. Nella parte inferiore appare una Madonna in trono. L'affresco aveva impressa la data 13 MAIJ 1475, poi coperta dal lavoro successivo, e riscritta a gessetto sull'intonaco di confine. Laterale un dittico votivo con la Madonna in trono e la rappresentazione di un miracolo ricevuto dalla Madonna. La figure sono inserite sotto un architrave in marmo rosso di Verona. Più in basso un'ulteriore Madonna in trono probabilmente eseguita dal medesimo artista, e probabilmente dal medesimo cartone, segno che l'artista doveva essere del territorio e che eseguiva molti lavori devozionali.  A fianco una stupenda Madonna con Bambino in fasce sempre di autore ignoto, una raffigurazione successiva di Madonna in adorazione del Bambino sono invece affreschi di scuola veneta, e una Santa Lucia, dai contorni degli occhi accentuati, non in buone condizioni di mantenimento entrambi lavori votivi. Molto rovinata è infatti una Madonna in piedi con il Bambino.
 
Fra questi da menzionare è la Madonna con Bambino in fasce. La buona conservazione di questo dipinto permette uno studio più approfondito. La stesura dei colori marcata ma che permette una straordinaria morbidezza con una segnatura di colore più scuro del contorno porterebbe a un'assonanza con Santa Valeria raffigurata nell'antica chiesa di Sant'Andrea di Mornico al Serio, opere forse di Iacopo da Balsemo.
Nella campata a sinistra vi è il Ciclo del beato Simonino da Trento eseguito da autore ignoto ma unico nella sua raffigurazione. L'esecuzioni degli affreschi fu commissionata dal fratello di un membro della confraternita certo Guarisco fu Pietro Blanchi da Spinoì che lasciò precise disposizioni testamentarie: Item i fabricatione capelle beatorumn Simomis et Rochi existentis in ecclesia domini sancti Iuliani Bartolomei de Albino libras quinque imperialium. Il testamento successivo invertirà il nome dei santi ritenendo maggiore la devozione di san Rocco a quella di Simonino. Se è possibile ricostruire i nominativi dei committenti rappresentanti la Congregazione della Misericordia, tutti svolgenti attività manifatturiere e commerciali non è possibile conoscere l'artista che ha eseguito il dipinto anche se sembrerebbe lavoro della bottega di Giovanni Marinoni.